# Estación de autobuses de Vitoria
La nueva estación de autobuses de Vitoria, capital de Álava, en España, fue inaugurada el 16 de marzo de 2015 tras casi veintidós años de hegemonía de la antigua estación de Los Herrán. Está ubicada en la plaza de Euskaltzaindia de Vitoria, junto a la sede del Gobierno Vasco.
A las tradicionales opciones de acudir a la estación en taxi, en urbano, coche o bicicleta se une, en la nueva terminal, la alternativa del tranvía, ya que los dos ramales del metro ligero vitoriano cuentan con sendos apeaderos próximos a la estación.

## Transportes
La estación de autobuses es un punto neurálgico de conexión de transporte urbano donde corresponden en sus inmediaciones 3 medios de transporte diferentes que son el autobús urbano, el tranvía y el BEi, que se unió al entorno de transporte de la estación a partir de marzo de 2022. Los medios de transporte que más cerca paran de la estación son el tranvía y el BEi, que paran en Bulevar de Euskal Herria.
Las paradas y líneas que se corresponden en las inmediaciones de la estación son:
- Euskal Herria: esta parada atiende tanto a los servicios del tranvía de la línea TG1 Ibaiondo-Salburua, como los servicios de las líneas A y B del BEi. Se sitúa en la calle Bulevar de Euskal Herria, siendo la parada del BEi B la que para junto a la puerta principal del edificio.
- Intermodal: esta parada atiende a las líneas 4 Lakua-Mariturri y 8 Unibertsitatea de Tuvisa, así como también la línea TG2 Abetxuko-Unibertsitatea de la red del tranvía. La parada de la línea 8 del autobús se ubica en la misma Rotonda de América Latina, mientras que los apeaderos de tranvía y línea 4 se ubican en la calle Portal de Foronda.

La estación de autobuses también es principal nudo de correspondencia de la mayor parte de las líneas del sistema de transportes ÁlavaBus, desde donde parten las siguientes líneas:
- Línea 1 Vitoria - Zigoitia.
- Línea 2 Vitoria - Aramaio.
- Línea 4 Vitoria - Narbaiza.
- Línea 5 Vitoria - Alegría/Dulantzi - Araia.
- Línea 6 Vitoria - Santa Cruz de Campezo - Estella.
- Línea 7 Vitoria - Ventas de Armentia - Lagrán.
- Línea 9 Vitoria - Logroño (por Conchas de Haro).
- Línea 9 Vitoria - Logroño (por Herrera).
- Línea 9 Vitoria - Logroño (por Bernedo).
- Línea 12 Vitoria - Haro.
- Línea 13 Vitoria - Nanclares de la Oca - Bóveda.
- Línea 14 Vitoria - Murgia - Izarra.
- Línea 15 Vitoria - Amurrio - Llodio.
- Línea 18 Vitoria - Durango.
- Línea 19 Vitoria - Miranda de Ebro.
- Línea Vitoria - Aeropuerto de Foronda. Aún que esta línea no pertenezca todavía a la red de ÁlavaBus, sus servicios también parten desde la estación.

También llegan hasta la estación de autobuses los servicios interurbanos de Guipúzcoa (Lurraldebus) y a futuro llegarán hasta esta terminal los servicios de la Comunidad Foral de Navarra (NBUS).
- Línea DO02 Vitoria - Zarautz - Donostia/San Sebastián (Lurraldebus).
- Línea DG05 Vitoria - Mondragón - Eibar - Ermua (Lurraldebus).
- Línea DG05A Vitoria - Eibar directo por AP-1 (Lurraldebus).
- Línea DG05D Vitoria - Eibar por pantanos (Lurraldebus).

Desde el mes de mayo de 2023, llegan a la estación 2 líneas de la red foral de transporte interurbano de Navarra, NBUS. Siendo las líneas 370 y 371, las que conectan Vitoria y Pamplona a través de las localidades del valle de la Sakana.

### Máquinas de venta automática y recarga de tarjetas de transporte
Aparte de las diferentes taquillas de empresas de transporte donde operan entre otros las empresas: ALSA, Avanza (Lurraldebus), Autobuses La Unión (servicios de La Unión y La Burundesa), Arriaga Grupo (Interbus), etc. También diversas compañías han instalado máquinas de venta rápida de billetes que están operativas durante todo el día. Las empresas ALSA, La Unión y Lurraldebus disponen de estos elementos para agilizar las compras en momentos puntuales del día; incluso también se pueden utilizar para consultar horarios de las diferentes líneas explotadas por las compañías.
Además, la estación de autobuses dispone de máquinas instaladas por la Autoridad Territorial del Transporte de Guipúzcoa, para recargar las tarjetas de transporte MUGI empleadas para pagar los servicios de Lurraldebus; así como también, existe otra para recargar las tarjetas BAT operativas para el transporte de Álava.

## Galería

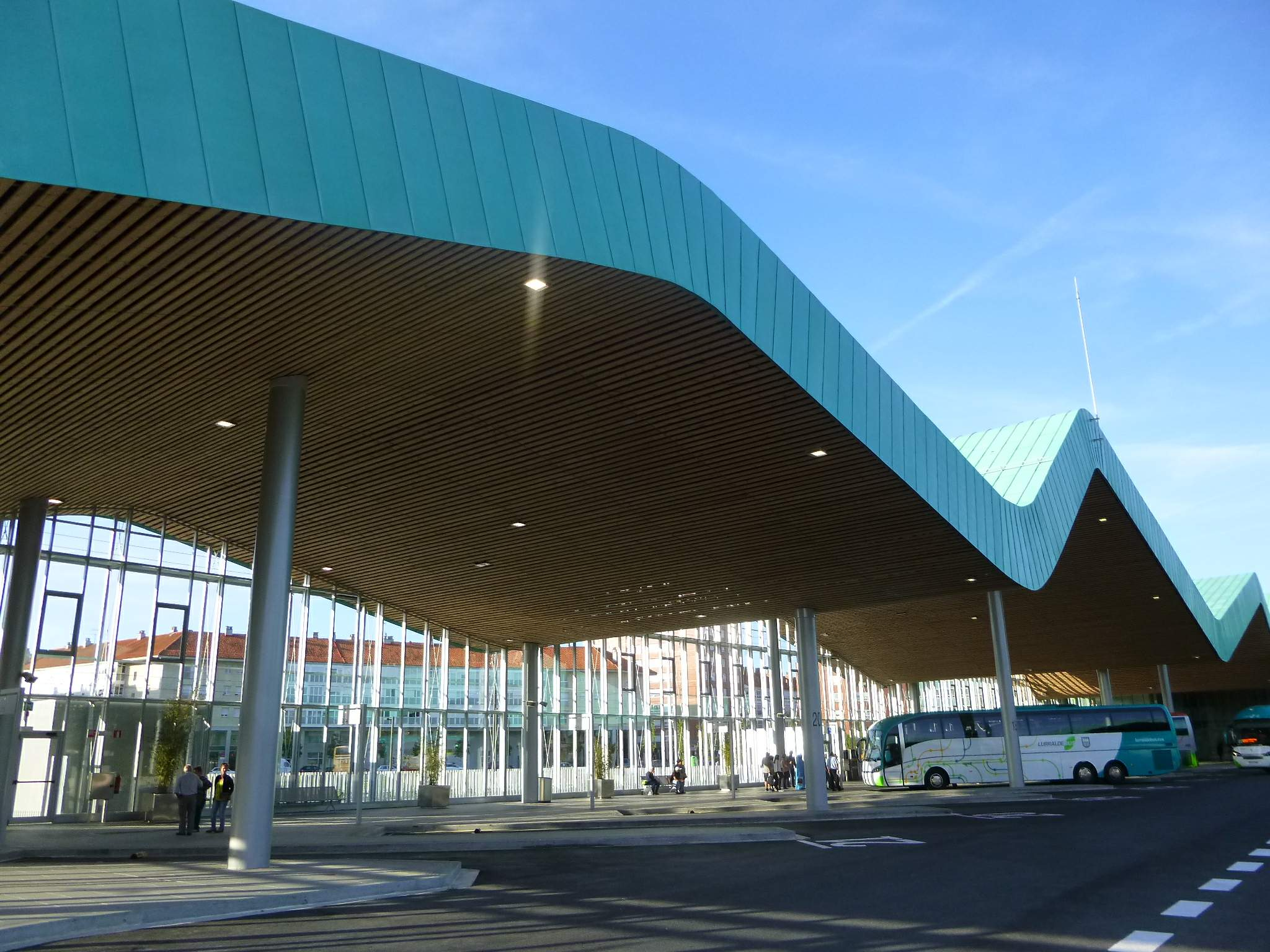
Dársenas
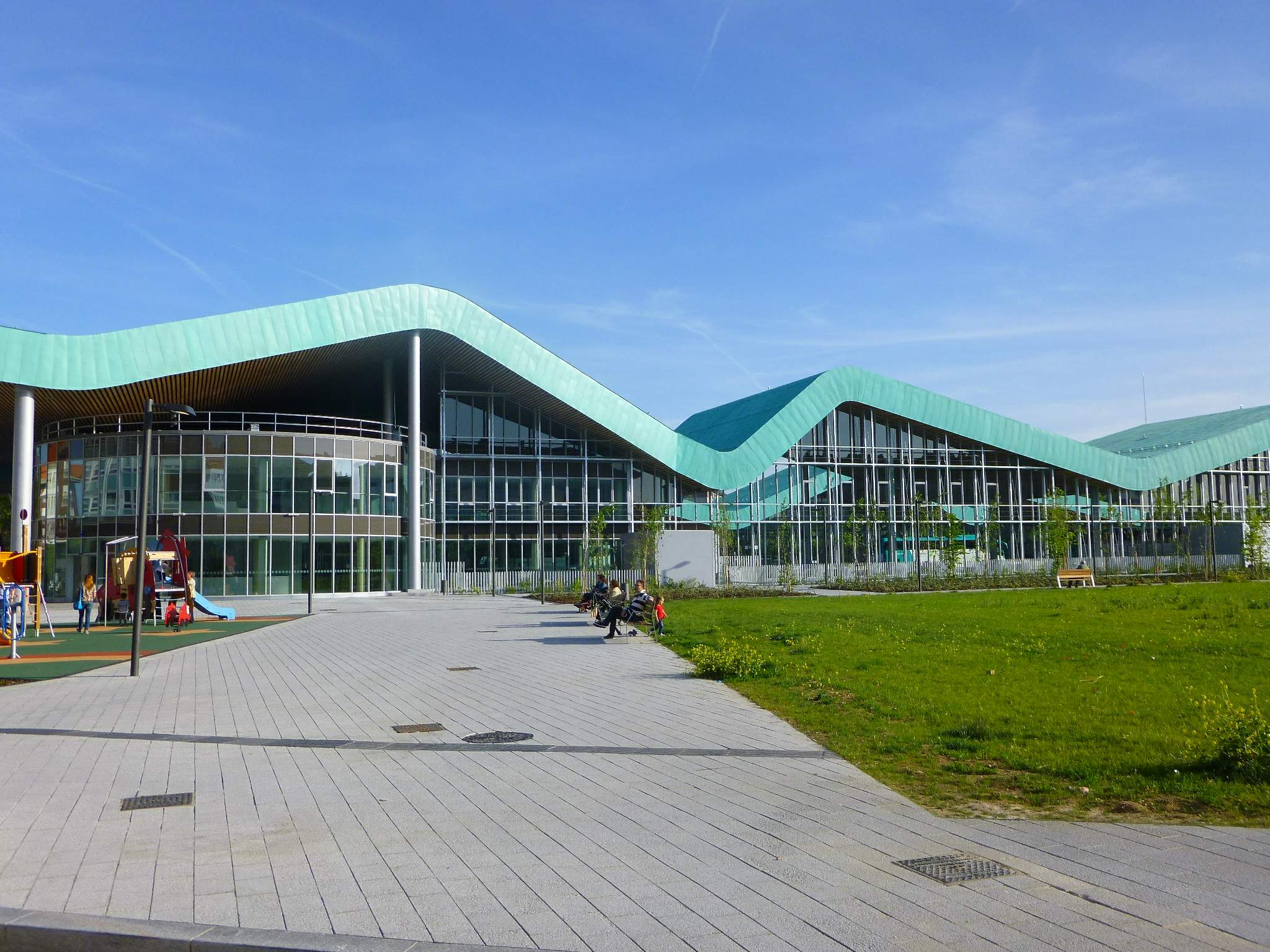
Exterior
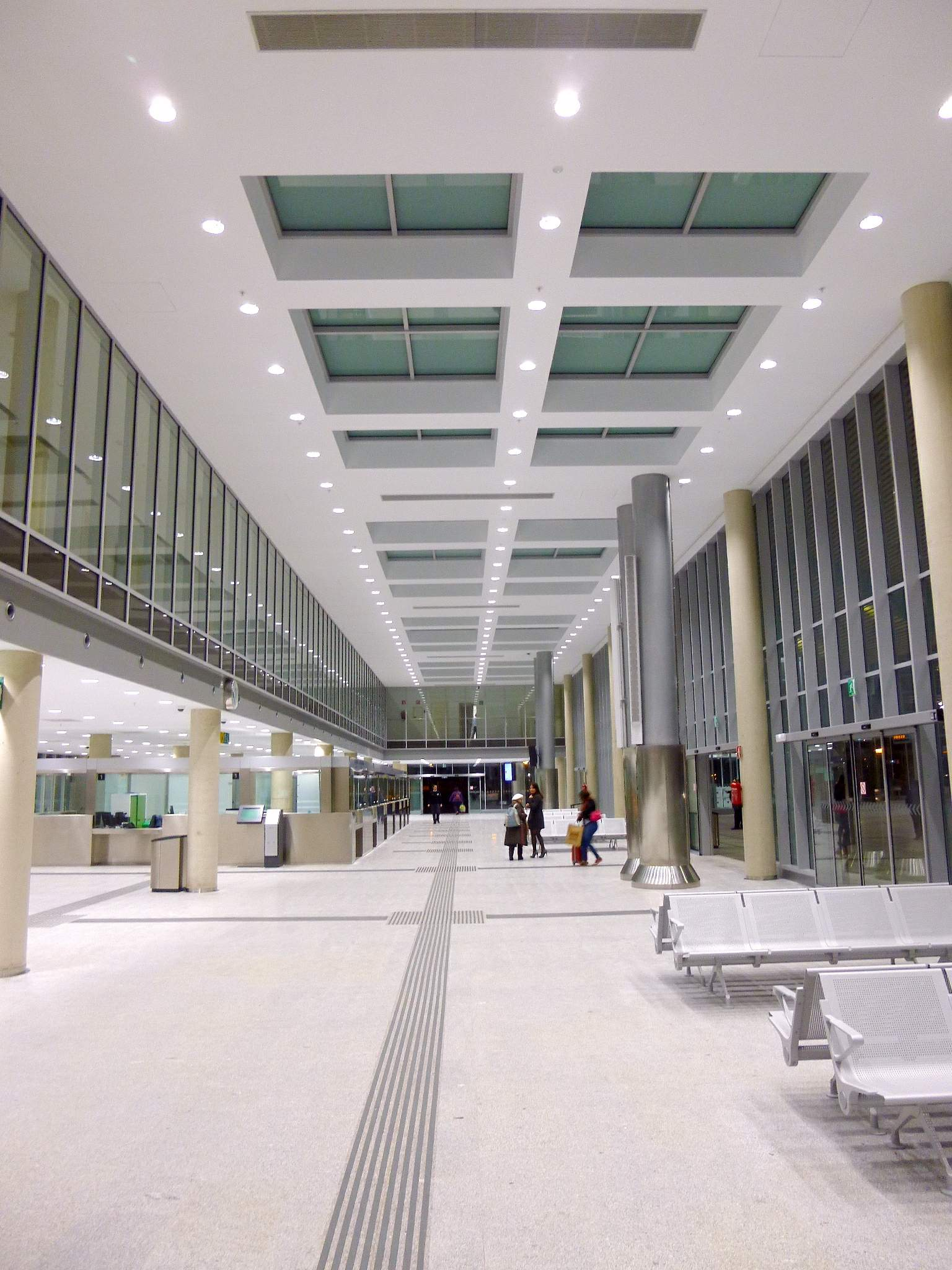
Interior
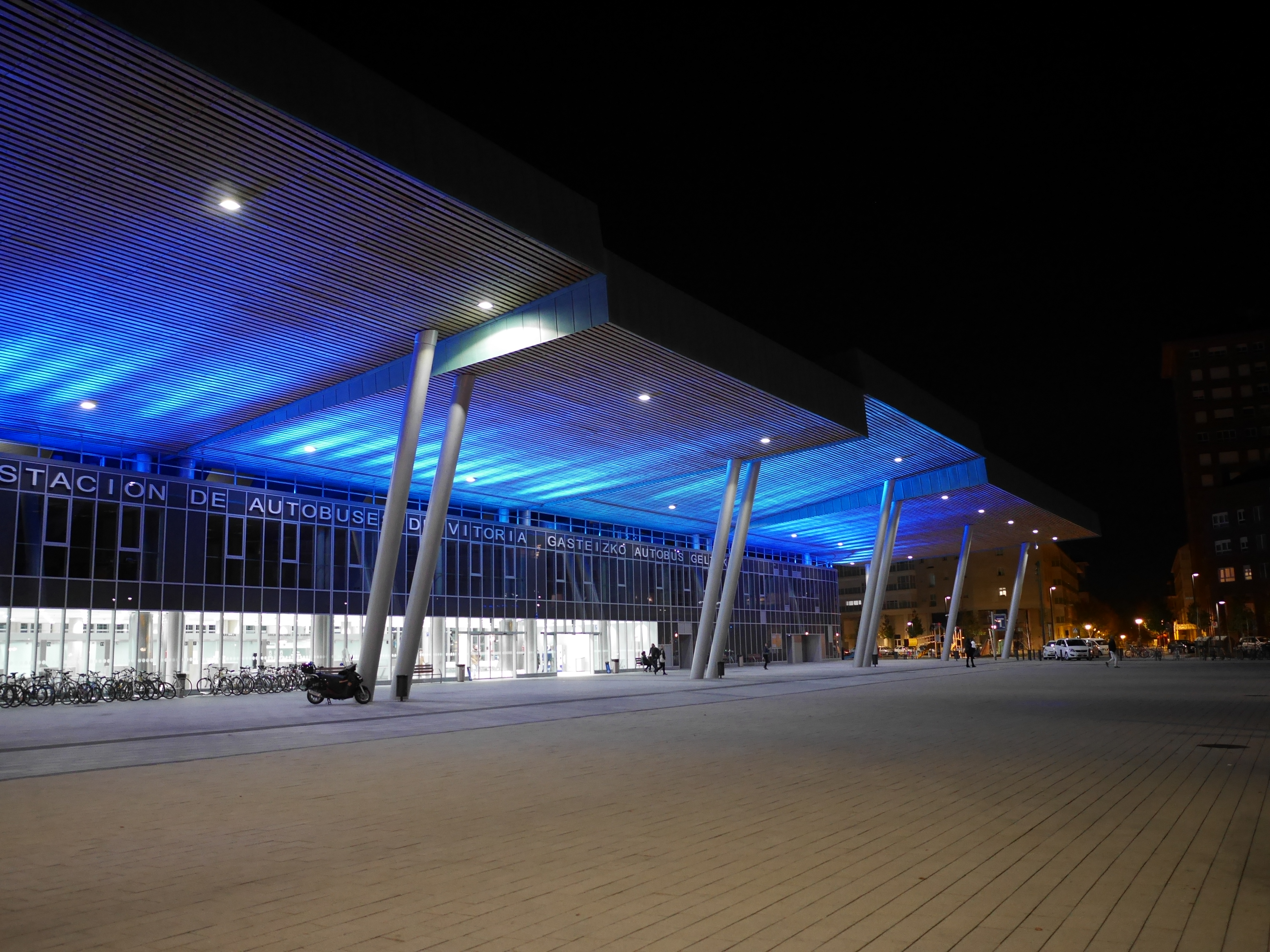
Iluminación nocturna